# Tuniská kuchyně

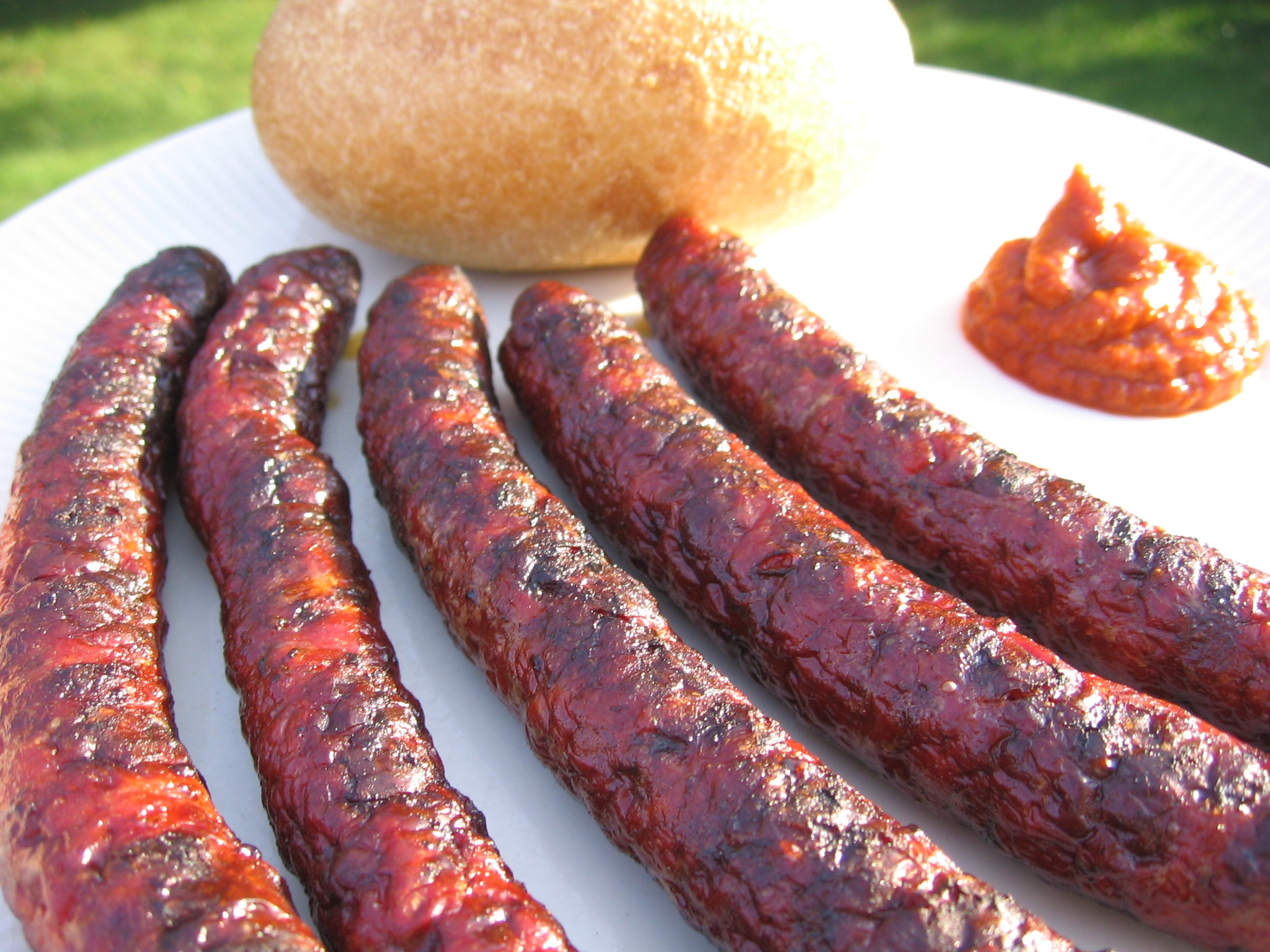
Grilované klobásy merguez s omáčkou harissa

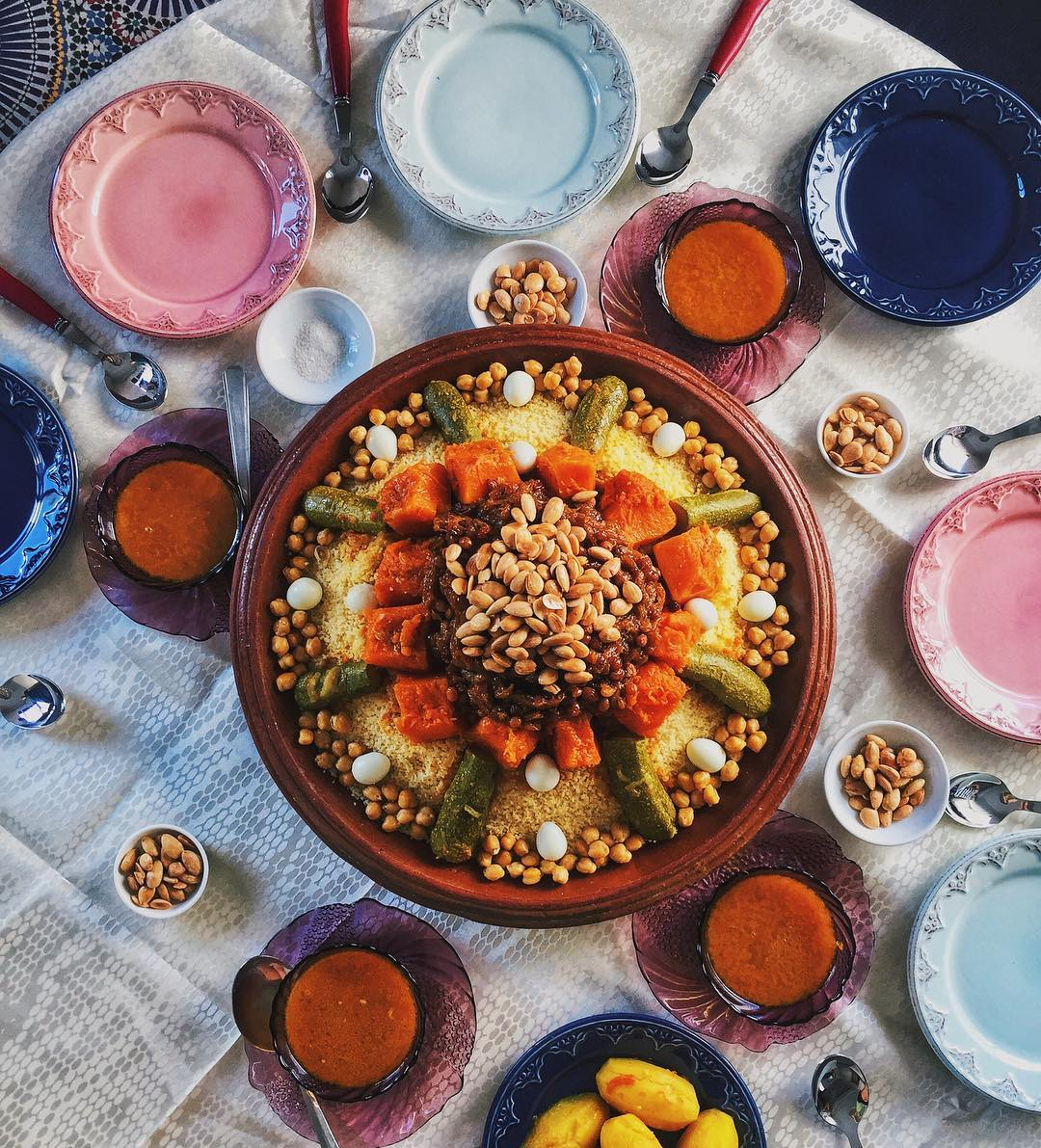
Kuskus

Kuchyně Tuniska vychází z arabské a maghrebské kuchyně. Používá těstoviny, kuskus, maso (skopové, hovězí, velbloudí), ryby (především na pobřeží) nebo zeleninu.

## Příklady tuniských pokrmů
- Kuskus
- Kabkabou, dušenina z rajčat a rybího masa[1]
- Tažín, označení pro pokrm i pro hliněnou nádobu, ve které je pokrm připraven
- Brik, fritovaná taštička s různými náplněmi
- Šakšúka, vařená zeleninová směs
- Baklava, tučný sladký zákusek
- Harissa, ostrá kořenící směs, která se používá k mnoha pokrmům
- Merguez, pikantní klobása z hovězího masa
- Molokhia, egyptský pokrm z jutovníku zeleninového (podobný špenátu)

## Nápoje
V Tunisku je populární například čaj, citronáda, mátový čaj nebo lagmi (palmový džus).
Z alkoholických nápojů jsou populární hlavně likéry (například thibarine, silný datlový likér), dále boukha (pálenka z fíků) nebo pivo.